# Lago di Eber
Il lago di Eber (in turco: Eber Gölü) si trova in Turchia, nella Regione dell'Anatolia Centrale, nel distretto di Bolvadin appartenente alla provincia di Afyonkarahisar. È il dodicesimo lago più grande della Turchia. La sua profondità massima è di 21 m. Il lago d'acqua dolce ha una superficie di 125 km² ed è una zona umida. La Direzione Generale per la Protezione della Cultura e del Turismo della Turchia (in turco: T.C. Kültür ve Turizm Bakanlığı) considera il lago una riserva naturale.

## Origine del nome
I nomadi turkmeni chiamavano i loro alloggi (tende dei nomadi) Eber.

## Geologia
Il lago d'Eber è una parte del bacino chiuso di Akarçay, un bacino tettonico circa di circa 7600 km².
A nord del lago si erge la catena montuosa dell'Emir Dağları, mentre a sud si estende la catena montuosa del Sultan Dağları. Il lago si è formato in una caldera a un'altitudine di 967 metri. Durante l'ultima era glaciale (Pleistocene), esso era un corpo idrico molto grande e profondo. Il lago d'Eber è alimentato dal torrente Akarçay e dall'acqua di fusione del Sultan Dağları. A causa del flusso stagionale d'acqua dovuto allo scioglimento delle nevi, la sua area cambia nel corso dell'anno. Il livello più basso fu nell'ottobre 1991, quando l'acqua si ritiro' sino a coprire 62 km². Il livello più alto dell'acqua è stato misurato nel maggio 1969, con un'area che si estendeva per 164,5 km².

## Natura
Anche se è un grande lago, esso dà un'impressione molto più piccola a causa delle grandi aree coperte di canne, in quanto la maggior parte del lago sembra un pascolo. Le acque attirano i cacciatori, che tra l'altro cacciano gli uccelli lacustri. Sull'acqua ci sono centinaia di isole galleggianti, chiamate dai locali Kopak. Le radici delle canne, che si ingrossano col passare del tempo, si staccano dal fondo e salgono alla superficie dell'acqua. Dopo un po' 'di tempo, dai resti della vegetazione e dalla polvere si forma terra. Alcune delle isole galleggianti sono così grandi che i pescatori, i cacciatori e i raccoglitori di canne possono costruirvi piccoli alloggi. Gli abitanti di alcuni villaggi nelle immediate vicinanze del lago esercitano l'agricoltura sul terreno fertile. Con il grano raccolto e altri prodotti, tanti residenti si guadagnano da vivere in questo modo. Serpenti di mare, pesci d'acqua dolce, uccelli acquatici, tartarughe e alcune altre specie vivono dentro e intorno al lago. Per proteggere la flora e la fauna, il 22 giugno 1992 l'Organizzazione culturale e naturale di Konya ha dichiarato il lago una riserva naturale.

### Flora
Sulla superficie del lago ci sono canne alte fino a 5-6 m. Ai suoi bordi crescono piante acquatiche e alcune altre specie di piante, fra le quali:
- Tifa latiforme (Typha latifolia);
- Canna comune (Phragmites australis);
- Piede di lupo (Lycopus europaeus);
- Menta d'acqua (Mentha aquatica);

### Fauna ittica
- Carpa (Cyprinus carpio);
- Carpa a specchio (Cyprinus carpio morpha noblis);
- Luccio (Esox lucius);
- Gobione (Gobio gobio);

### Uccelli migratori
- Marangone minore (Microcarbo pygmeus) ;
- Spatola bianca (Platalea leucorodia) ;
- Pellicano crespo (Pelecanus crispus) ;
- Tarabuso (Botaurus stellaris) ;
- Ardeidi (Ardeidae);
- Sgarza ciuffetto (Ardeola ralloides);
- Airone rosso (Ardea purpurea) ;
- Moretta tabaccata (Aythya nyroca);
- Sterna zampenere (Gelochelidon nilotica) ;
- Oca lombardella maggiore (Anser albifrons) ;
- Oca lombardella minore (Anser erythropus) ;
- Folaga comune (Fulica atra) ;
- Gobbo rugginoso (Oxyura leucocephala) ;
- Avocetta comune (Recurvirostra avosetta) ;
- Mignattaio (Plegadis falcinellus)
- Corriere grosso (Charadrius hiaticula);

## Important Bird Area
Il lago è stato dichiarato da BirdLife International come Important Bird Area nel 1989 per le sue specie di uccelli acquatici di carattere internazionale e specie minacciate dalla caccia, dall'inquinamento e dal taglio dei canneti.

## Importanza economica
Una cartiera attiva nelle vicinanze copre parzialmente il fabbisogno dei materiali necessari per la produzione dalle regioni umide dei laghi di Eber e di Karamık. Circa mille lavoratori sono impiegati nella fabbricazione della carta.

## Stato presente del lago
In passato, i laghi di Eber e di Akşehir formavano un unico grande lago. Dopo che le sorgenti del lago divennero sempre meno copiose, il lago di Akşehir si separò dal lago d'Eber. Quest'ultimo scarica l'acqua nel lago di Akşehir attraverso un canale, cosi' che entrambi i laghi sono ancora collegati. A causa del clima sempre più caldo e del prelievo d'acqua dagli affluenti, l'area del lago si sta restringendo costantemente. Di conseguenza, il lago di Akşehir non viene più adeguatamente rifornito d'acqua e si allontana gradualmente dal lago d'Eber. Attualmente la distanza tra i due laghi (punti più vicini) è di circa 10 km. Le dighe costruite attorno al lago d'Eber e le pompe idrauliche utilizzate per irrigare le aree agricole hanno contribuito a rendere quasi secche le fonti d'acqua sopra e sotto il suolo. Ingegneri hanno avviato progetti per contrastare la completa disidratazione delle fonti. In passato, il lago d'Eber era un paradiso per gli uccelli grazie alle sue innumerevoli piante acquatiche. Oggi, tuttavia, l'acqua è talmente inquinata che praticamente nessuno desidera fermarsi sul lago. Il motivo per l'enorme inquinamento è lo scarico delle acque reflue della città di Afyonkarahisar nel lago. Inoltre, gli effluenti delle fabbriche circostanti si riversano nel lago. Un altro pericolo deriva dalla spazzatura accumulata. La profondità del lago è ora scesa a 1,70 m.
Nell'ottobre 2018 è stato riferito che il lago si era asciugato completamente.